# Camuffamento di aerei

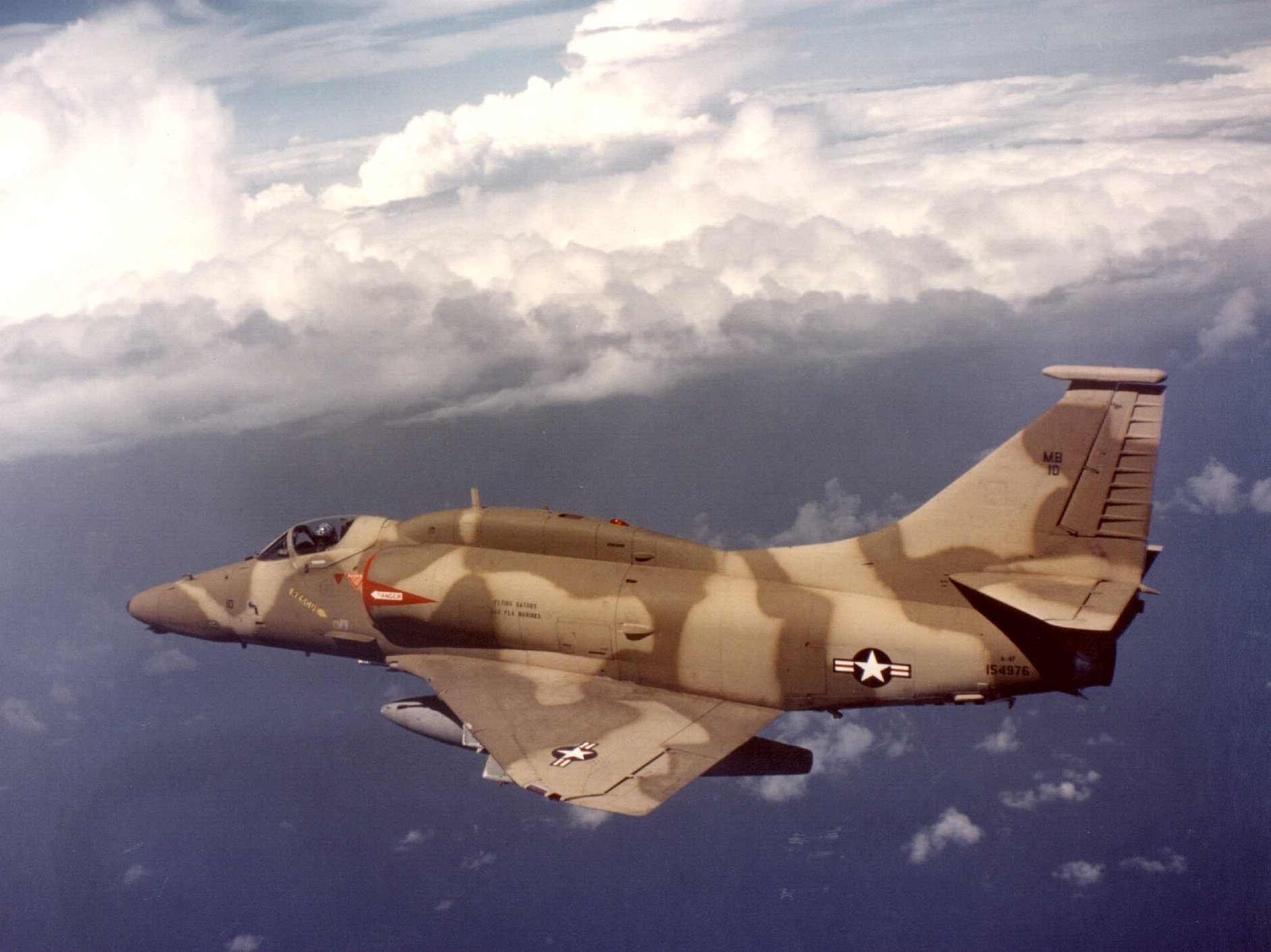
Un Douglas A-4 camuffato

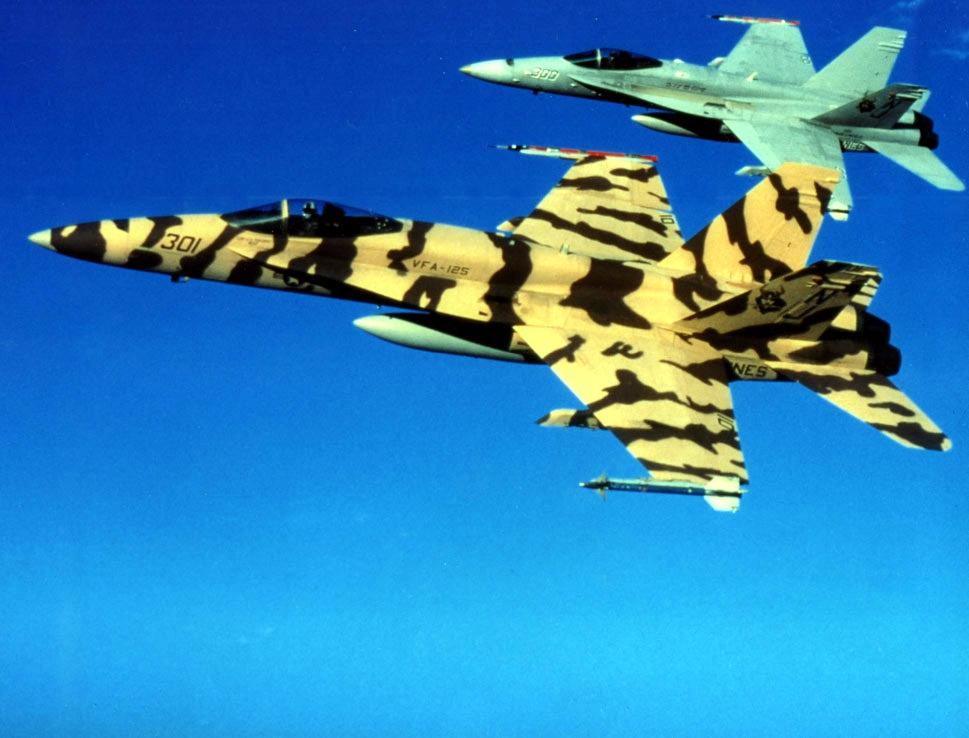
Una coppia di F/A-18 di cui in primo piano quello camuffato

Il camuffamento di aerei è l'uso di una mimetica, tipicamente sotto forma di effetti luminosi e di schemi colorati, applicata ad aerei militari affinché essi siano meno visibili da terra, in volo, o per fare in modo che sia più difficile determinarne la velocità, la distanza o l'altitudine. Il camuffamento militare è altamente dipendente dalle condizioni meteorologiche ed è efficace soprattutto contro osservatori umani, nonostante questo la mimetica può essere utile anche per confondere alcuni sistemi elettronici di acquisizione bersagli. Il camuffamento non ostacola radar o apparecchi elettronici a ricerca di calore.
Colori e motivi mimetici sono soggetti a continue sperimentazioni e miglioramenti, e molti Paesi hanno modelli specifici che consentono di identificare Il velivolo nonostante non siano visibili stemmi o altri segni di riconoscimento. 
I modelli di mimetica sono cambiati col tempo, anche in funzione di nuove scoperte e nuove tecnologie. Recentemente si studia la possibilità di sviluppare un nuovo tipo di camuffamento che riesca a riflettere l'ambiente circostante rendendo il velivolo quasi del tutto invisibile.
I primi aerei a essere "camuffati" furono quelli della prima guerra mondiale, e da allora le tinte mimetiche sono state largamente utilizzate in tutte le guerre fino ad oggi.